# Cassidias africana
Cassidias africana är en kräftdjursart som beskrevs av Barnard 1920. Cassidias africana ingår i släktet Cassidias och familjen klotkräftor. Inga underarter finns listade i Catalogue of Life.